# Stolichnaya
Stolichnaya (em russo:  Столичная, também conhecida como Stoli) é uma vodka russa feita com grãos de trigo e centeio. A proprietária da Stolichnaya, uma marca soviética bem conhecida, é disputada desde a queda da União Soviética entre a estatal russa e a corporação FKP Sojuzplodoimport e a SPI Group, uma empresa privada fretada no Luxemburgo, fundada e de propriedade do bilionário russo Yuri Shefler, que distribui uma grande variedade de álcool russo, tendo anteriormente comprado um número de marcas e operações soviéticas. Enquanto a FKP produz em Kaliningrad, Rússia (para o mercado russo e o mercado Benelux). O SPI Group produz e distribui na Letónia.

## Variedades
- Stolichnaya 75 proof (red label)
- Stolichnaya 80 proof (cristall or gold)
- Stolichnaya 100 proof (blue label)
- Stolichnaya Elit ("ultra-luxury" i.e. ultra-filtered)
- Stoli Cranberi (Cranberry)
- Stoli Ohranj (Orange)
- Stoli Peachik (Peach)
- Stoli Razberi (Raspberry)
- Stoli Strasberi (Strawberry)
- Stoli Vanil (Vanilla)
- Stoli Citros (Citrus)
- Stoli Blueberi (Blueberry)
- Stoli Buludis